# Васил Будинарски
Васил Димитров Будинарски е български революционер, деец на Върховния македоно-одрински комитет.

## Биография
Васил Будинарски е роден на 12 септември 1870 година в беровското село Будинарци, тогава в Османската империя. Заедно с Пано Иванов Пекевски се присъединяват към четата на Манол Караманов през 1895 година. Участва в няколко сражения, след което се прехвърля в България. Заселва се в Кюстендил, където живее към 1950 година.